# Straßenszene Berlin
Die Straßenszene Berlin aus dem Jahr 1913 ist ein kleineres Gemälde aus dem Zyklus der Straßenszenen von Ernst Ludwig Kirchner. Zentral im Bild stehen zwei Kokotten mit auffälligen, rhombenförmigen Hüten und maskenhaften Gesichtern, ihr Blick richtet sich auf den Betrachter. Auf der rechten Seite sieht ein Mann in ein Schaufenster, aus dem Hintergrund schaut ein Männergruppe ebenfalls in Richtung Betrachter, ein weiter Mann steht abgewandt. Das Bild ist in auffällig bunten und kontrastreichen Farben gehalten.
Dieses Gemälde blieb bis zu dessen Tod in Kirchners Besitz und wurde über den Nachlass 1952 an den Sammler Werner Brunner in St. Gallen verkauft. 1978 erwarb es der Galerist Roman Norbert Ketterer, 1997 wurde es über Sotheby’s in London von dem kanadischen Sammler Charles Tabachnick ersteigert und in der Art Gallery of Ontario in Toronto ausgestellt. 2009 kam es erneut zur Versteigerung und wurde für 5,4 Millionen Englische Pfund an einen unbekannten Käufer veräußert.